# 搬布河
搬布河也作坝渡河，位于中华人民共和国云南省西南部，是李仙江左岸支流，上游称月牙河，发源于普洱市墨江哈尼族自治县坝溜镇长寨村委会东南的石碑尖山，向西流约3公里成为墨江县与绿春县界河，至绿春县大水沟乡大各（果）马村西北转南流，进入绿春县境内，东南流至扭直村以南左纳坝沙河后始称“搬布河”，继续东南流经过坝沙河水电站、214省道坝沙河桥，至大黑山镇以东转西南流，于老白寨村委会李仙村东南汇入李仙江。河长38.9千米，落差1531.4米，流域面积501.6平方千米。年均径流量7.63亿立方米。